# Syunik
Syunik (o Siunik/Siwnik, in armeno Սյունիք?; ; in passato chiamata anche Syunia/Sisakan/Zangezur) è una provincia dell'Armenia di circa 152 900 abitanti (2007), che ha come capoluogo Kapan. La provincia è stata creata nel 1995, mettendo insieme i precedenti distretti di Kapan, Goris, Sisian e Meghri.

## Etimologia
Syunik era una delle 15 province del Regno di Armenia. In tempi diversi, la regione dell'attuale Syunik era conosciuta anche con altri nomi come Syunia, Sisakan e Zangezur (o Zangadzor). Tuttavia, il nome attuale della provincia deriva dall'antica dinastia armena dei Siunia, che erano i Nakharar (governatori) della storica provincia di Syunik sin dal I secolo.

## Geografia fisica
Syunik confina a nord-ovest con la provincia di Vayots Dzor, a est con l'Azerbaigian, a ovest con l'enclave azera di Nakhchivan e a sud con l'Iran
Con una superficie di 4506 km². Confinava con la provincia orientale di Kashatagh della Repubblica del Nagorno-Karabakh tra il 1992 e il 2020. La provincia di Vayots Dzor dell'Armenia forma i suoi confini settentrionali, mentre il fiume Aras a sud la separa dall'Iran. Syunik è la seconda provincia più grande dell'Armenia, dopo Gegharkunik in termini di superficie totale, occupandone il 15% del territorio.
Nella provincia è presente il Lago Sev.
Storicamente, l'attuale territorio della provincia occupa la maggior parte della storica provincia di Syunik dell'antica Armenia.
Syunik è una regione montuosa, ricoperta principalmente da fitte foreste verdi. Le montagne Zangezur occupano la maggior parte dei territori di Syunik. Il monte Kaputdjugh con un'altezza di 3905 metri e il monte Gazanasar con un'altezza di 3829 metri (12.562') sono le vette più alte della provincia.
Molte delle foreste di Syunik sono protette dal governo, tra cui il Parco Nazionale di Arevik, la Riserva Statale di Shikahogh, il Santuario di Boghakar, il Santuario di Goris, il Santuario del Lago Sev e il Santuario di Zangezur
I principali bacini idrici includono i fiumi Vorotan, Voghji, Sisian, Meghri e Vachagan. La temperatura estiva può raggiungere i 40 °C, anche se la temperatura media è intorno ai 22 °C, mentre in inverno può arrivare fino a −12,5 °C (9,5 °F). Il suo confine con il Nakhchivan a ovest è definito dalle monti Zangezur.
La cresta montuosa di Meghri all'estremo sud dell'Armenia ospitava i leopardi caucasici in via di estinzione. Tuttavia, solo un individuo di loro è stato fotografato tra l'agosto 2006 e l'aprile 2007 e non sono stati trovati segni di altri leopardi durante le indagini condotte su un'area di 296,9 km². La base locale di prede potrebbe ospitare 4-10 individui, ma il bracconaggio e il disturbo causato dall'allevamento del bestiame, dalla raccolta di piante e funghi commestibili, dalla deforestazione e dagli incendi indotti dall'uomo sono così alti da superare i limiti di tolleranza dei leopardi. Durante le indagini nel 2013-2014, le trappole fotografiche hanno registrato i leopardi in 24 località nel sud dell'Armenia, di cui 14 nei monti Zangezur.

## Geografia antropica

### Suddivisioni amministrative
La provincia è suddivisa in 108 comuni, dei quali 7 sono considerate città:
- Kapan
- Agarak
- Goris
- Dastakert
- Meghri
- Kadjaran
- Sisian
- Agarak
- Aghitu
- Aghvani
- Akhlatyan
- Akner
- Alvanq
- Angeghakot
- Antarashat
- Arajadzor
- Aravus
- Arevis
- Artsvanik
- Ashotavan
- Atchanan
- Balak
- Bardzravan
- Bnunis
- Brnakot
- Chakaten
- Chapni
- Darbas
- Davit' Bek
- Dzorastan
- Geghanush
- Geghi
- Getatagh
- Gorayk
- Gudemnis
- Halidzor

- Hartashen
- Harzhis
- Hatsavan
- Ishkhanasar
- Kadjaran
- Kaghnut
- Karahundj
- Karashen
- Karchevan
- Kashuni
- Khdrants
- Khnatsakh
- Khndzoresk
- Khot
- Khoznavar
- Kornidzor
- Kuris
- Lehvaz
- Lernadzor
- Lichk
- Lor
- Ltsen
- Mutsk
- Nerqin Hand
- Nerqin Khndzoresk
- Nerqin Khotanan
- Njdeh
- Nor Astghaberd
- Norashenik
- Noravan
- Nrnadsor
- Okhtar
- Salvard
- Sarnakunk
- Sevakar
- Shaghat

- Shaki
- Shenatagh
- Shikahogh
- Shinuhayr
- Shrvenants
- Shurnukh
- Shvanidzor
- Spandaryan
- Srashen
- Svarants
- Syunik
- Tanahat
- Tandzatap
- Tandzaver
- Tashtun
- Tasik
- Tatev
- Tavrus
- Tegh
- Toghunik
- Tolors
- Tsav
- Tsghuk
- Ujts
- Uzhanis
- Vaghatin
- Vaghatur
- Vahravar
- Vanek
- Vardanidzor
- Vardavank
- Verin Khotanan
- Verishen
- Vorotan (Sisian)
- Vorotan (Goris)
- Yegheg
- Yeghvard